# David Williams (écrivain)
Pour les articles homonymes, voir Williams et David Williams.
David Williams, né le 8 juin 1926, à Bridgend, au Pays de Galles, et mort le 26 septembre 2003, à Thorpe (en), dans le comté du Surrey, est un écrivain britannique, auteur de romans policiers.

## Biographie
Fils d'un journaliste gallois, il s'inscrit en histoire au St John's College de l'Université d'Oxford, où il se lie d'amitié avec les futurs écrivains Kingsley Amis, John Wain et Robert Bruce Montgomery, mieux connu plus tard comme auteur de romans policiers sous le pseudonyme d'Edmund Crispin. Après avoir échoué à ses examens, il se réoriente vers la religion, en vue d'une ordination sacerdotale, quand ses études sont interrompues par le déclenchement de la Seconde Guerre mondiale. Pendant huit mois, il sert dans la Royal Navy comme simple matelot. Il est ensuite envoyé en mission en Asie du Sud-Est à titre de midshipman, avant d'être promu au grade de sous-lieutenant.
À la fin de la guerre, il retourne à Oxford, mais abandonne l'étude de la religion pour s'intéresser aux arts.
En 1948, il entre dans le milieu de la publicité et travaille d'abord comme rédacteur pour une entreprise de produits chimiques. Il change plusieurs fois d'employeurs, gravit les échelons et devient, de 1970 à 1978, président de la firme de publicité Ketchum Group Holdings de Londres.
À partir de 1976, encouragé par ses amis écrivains, il décide de se lancer dans l'écriture d'une série policière ayant pour héros le banquier et détective amateur Mark Treasure, aidé dans ses enquêtes par sa femme Molly, un célèbre actrice.
En 1977, David Williams est victime d'un grave accident vasculaire cérébral. En partie paralysé, il souffre de problèmes d'élocution. Il lutte pour recouvrer ses facultés. Bien que nommé vice-président honoraire de sa firme de 1978 à 1986, il abandonne dans les faits le milieu de la publicité pour se concentrer dès lors sur l'écriture des enquêtes de Mark Treasure. En 1994, il crée aussi l'inspecteur-chef gallois Merlin Parry, dont les enquêtes se déroule à Cardiff et dans ses environs.
David Williams est élu comme membre du Detection Club en 1988.

## Œuvre

### SérieMark Treasure
- Unholy Writ (1976)
- Treasure by Degrees (1977)
- Treasure Up in Smoke (1978)
- Murder for Treasure (1980)
- Copper, Gold and Treasure (1982)
- Treasure Preserved (1983) Publié en français sous le titre Trésor en péril, traduit par Marie-Louise Navarro, Paris, Librairie des Champs-Élysées, coll. Club des Masques no 541, 1985  (ISBN 2-7024-1603-9)
- Advertise for Treasure (1984)
- Murder in Advent (1985)
- Wedding Treasure (1985)
- Treasure in Roubles (1986)
- Divided Treasure (1987)
- Treasure in Oxford (1988)
- Holy Treasure! (1989)
- Prescription for Murder (1990)
- Treasure by Post (1991)
- Planning on Murder (1992)
- Banking on Murder (1994)

### SérieInspecteur-chef Merlin Parry
- Last Seen Breathing (1994)
- Death of a Prodigal (1995)
- Dead in the Market (1996)
- A Terminal Case (1997)
- Suicide Intended (1998)
- Practise to Deceive (2003)

#### Recueil de nouvelles
- Criminal Intentions (2001)